# Сара Фойт
Сара Фойт (3 грудня 2003 ) — угорська спортсменка, веслувальниця-байдарочниця, бронзова призерка Олімпійських ігор 2024 року.

## Виступи на Олімпіадах
| Олімпіада  | Дисципліна                    | Місце |
| ---------- | ----------------------------- | ----- |
| Париж 2024 | байдарки-двійки, 500 метрів   | 3     |
| Париж 2024 | байдарки-четвірки, 500 метрів | 3     |

## Зовнішні посилання
- Сара Фойт на сайті International Canoe Federation (англійська)
- Сара Фойт на сайті Olympics.com (англійська)